# Partula dentifera
Partula dentifera fue una especie de molusco gasterópodo de la familia Partulidae en el orden de los Stylommatophora. La especie actualmente se encuentra extinta.

## Distribución geográfica
Fue endémica de la  Polinesia Francesa.